# Horsholm (vid Kivimo, Houtskär)
Horsholm är en ö i Finland.   Den ligger i kommunen Pargas i den ekonomiska regionen  Åboland  och landskapet Egentliga Finland, i den sydvästra delen av landet, 200 km väster om huvudstaden Helsingfors. Arean är 11,1 kvadratkilometer.
Terrängen på Horsholm är mycket platt. Öns högsta punkt är 38 meter över havet. Den sträcker sig 3,5 kilometer i nord-sydlig riktning, och 6,9 kilometer i öst-västlig riktning.  I omgivningarna runt Horsholm växer i huvudsak barrskog.
I övrigt finns följande på Horsholm:
- Dagerholm (en ö)
- Kivimo (en ö)
- Losskär (en ö)
- Stockholm (en ö)
- Vaimo (en ö)